# Issy Wood
Pour les articles homonymes, voir Wood.
Issy Wood, née en 1993 aux États-Unis, est une plasticienne et musicienne installée à Londres.

## Biographie
Issy Wood est née aux États-Unis. Fille de médecins, elle étudie à Londres au Goldsmiths College et à la Royal Academy of Arts, dont elle est diplômée en 2018.
Elle publie son journal intime. Elle se réalise dans la peinture et la pop électronique. Un de ses clips est signé par Lena Dunham. Dans sa peinture, elle exprime ses angoisses, ses réflexions et son quotidien. Elle peint des objets, des automobiles, des vestes en cuir, des moules à gâteaux, des services en porcelaine avec ironie et dérision, sur du lin ou sur du velours. Elle rédige les cartels et livre une réflexion toute personnelle. Par exemple, le cartel qui accompagne une représentation de l'intérieur d'une voiture en cuir précise : « Une décapotable ou un véhicule hors de prix – ce dernier choix s’apparentant à une danse autodestructrice sur la tombe des accords financiers et de la pension alimentaire. La belle voiture est l’anti-famille parce que la belle voiture n’aura sans doute que deux sièges ».
Pour l'exposition Study for No qui se tient à Paris en 2023, elle livre une série d'images qui montre l’oppression sociale et les diktats. Issy Wood apprend à dire non.

## Expositions
- When you I feel, Carlos/Ishikawa, Londres, 2018[4]
- All The Rage, Goldsmiths Centre for Contemporary Art, Londres, 2019[5]
- Time Sensitive, Michael Werner Gallery, New York, 2022[6]
- I Like to Watch, Ilmin Museum of Art, Séoul, 2023[7]

- Study for No, Lafayettes Anticipation, Paris, 2023[3]